# Neoglyphidodon carlsoni
Neoglyphidodon carlsoni és una espècie de peix de la família dels pomacèntrids i de l'ordre dels perciformes.

## Morfologia
Els mascles poden assolir els 10 cm de longitud total.

## Distribució geogràfica
Es troba a Fidji, les Illes Loyauté i Tonga.